# Hans Heyer (Maler)
Hans Heyer (* 22. April 1909 in Frankfurt am Main; † 5. März 1985 in Hamburg) war ein deutscher Maler der „Verschollenen Generation“.

## Leben
1914 zog Heyer nach Berlin. Er lernte Zeichnen und Malen in der Reimann-Schule. In den 1920er Jahren war er Schüler des Pressezeichners und Illustrators Theo Matejko (1893–1946). Er besuchte die Vereinigten Staatsschulen für freie und angewandte Kunst, sein Lehrer war Ferdinand Spiegel (1879–1950).
Nach dem Kriegsdienst 1939–1945 war Heyer in Hellendorf bei Hannover ansässig. Ab 1959 lebte Heyer mit seiner Frau in Hamburg. Diverse Ausstellungen, u. a. 1962 im Oberlichtsaal des Völkerkundemuseums in Hamburg, fanden statt.

## Werk
Die Werke von Heyer sind künstlerisch vom expressiven Realismus der Zwischenkriegsgeneration geprägt. Er setzte sich vornehmlich mit der menschlichen Figur bzw. dem weiblichen Akt auseinander, hierbei stand ihm seine Frau Erika Löber (Heirat 1943 in Berlin) oft Modell. Ab 1949 entstanden erste Abstraktionen, die auch das Spätwerk des Künstlers prägten. Vereinzelt entstanden Holz- oder Linolschnitte, die farbig bearbeitet wurden. 

## Ausstellungen
- 1961 im Hause Intervia, Abteistr. 32, Hamburg
- 1962 im Völkerkundemuseum in Hamburg